# 食道静脈瘤
食道静脈瘤（しょくどう・じょうみゃくりゅう）とは、主に食道粘膜下層の静脈が拡張・蛇行し、瘤状に隆起して静脈瘤を形成したものを指す。

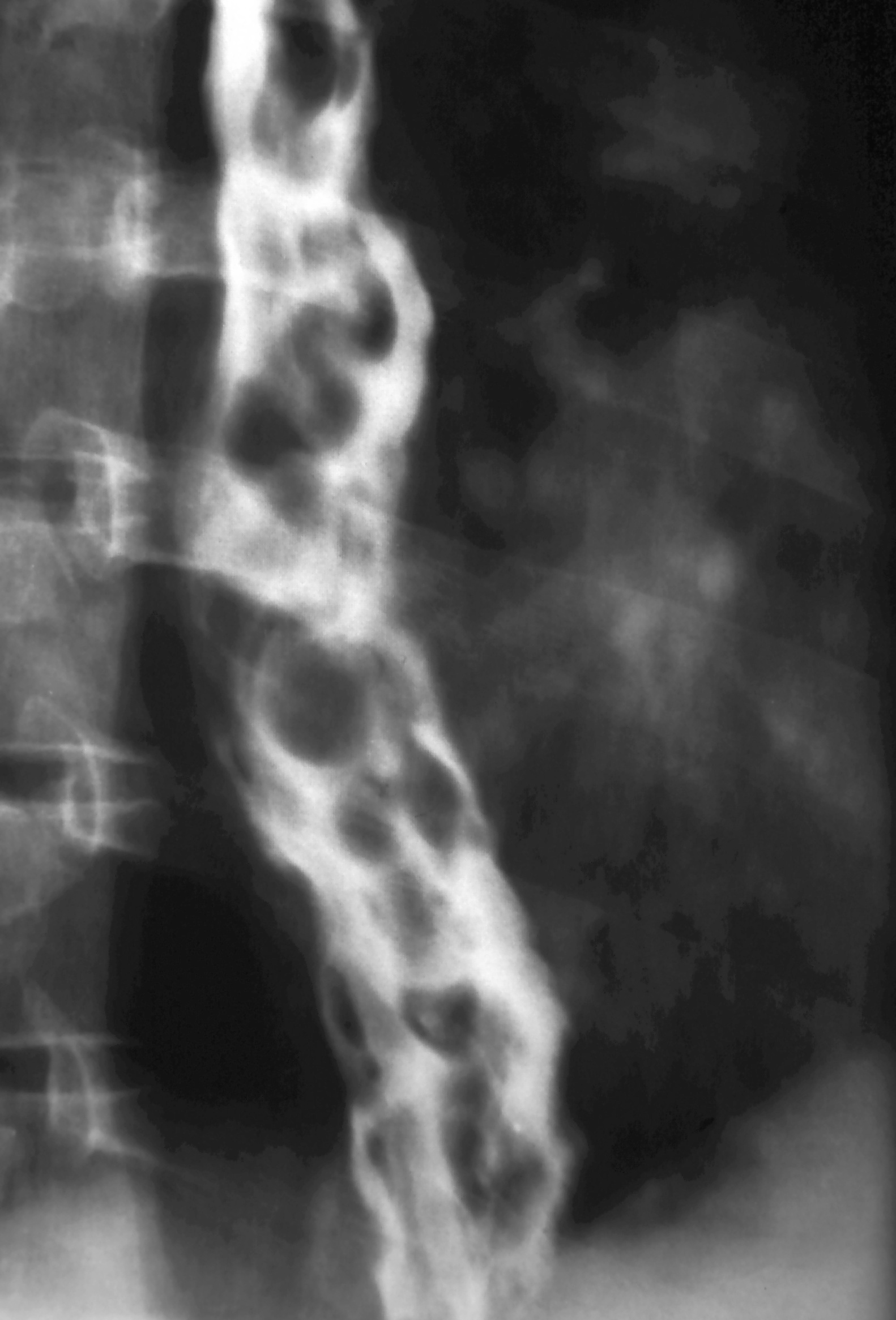

## 定義（概念）
食道粘膜下層の静脈の拡張により、肉眼的に粘膜が瘤状に隆起しているのが認められる疾患である。

## 病態
門脈圧亢進により本来であれば門脈に流入するはずの静脈血が側副血行路を流れるようになるために発生する。

## 原因
門脈圧亢進をきたす疾患が原因となる。門脈圧が亢進することで門脈に流入するはずの血流が逆流し、胃の静脈を経由して食道の静脈から上大静脈に流入するように血行路が形成される。その結果として食道に静脈瘤が発生する。
まれではあるが、上大静脈や奇静脈の閉塞によって静脈瘤が形成されることもある。

## 症状
静脈瘤自体の症状は見られない。静脈瘤が破裂すると大量の吐血が起こり、出血量が多くなるとショックをきたす。また、黒色便がみられることもある。肝硬変が原因の場合、出血が止まりにくいので特に注意が必要となる。

### 合併症
門脈圧亢進症の症状が見られる。同様に側副血行路である腹壁の静脈瘤(Caput Medusae; メデューサの頭)や、直腸の静脈瘤である痔核を併発することもある。

## 検査
上部消化管内視鏡
肉眼的に静脈瘤の大きさや形態等を確認できるので主力の検査となる。他の検査では確認できない大きさの静脈瘤も診断することが可能である。また内視鏡的治療も、検査と同時に施行可能である。
X線検査
食道造影で粘膜の隆起等を確認することが可能。
門脈造影
側副血行路の状態を確認できる。
CT、MRI
側副血行路の状態を確認できる。

## 診断
内視鏡で肉眼的に静脈瘤を確認する。検査で偶然発見されることも多い。

## 治療
治療は静脈瘤出血の止血と静脈瘤自体の消失の大きく2つに分けられる。前者は対症療法、後者は根治療法にあたるため、最終的な目標は静脈瘤の消失となる。
食道バルーンタンポナーデ
出血時には、バルーンによって出血部位を圧迫することで止血を図る。長期間使用すると圧迫壊死を起こすため、あくまで一時的な止血手段であり、他の治療法によって完全に止血させる必要がある。
薬物療法
非破裂時には、バソプレッシンで門脈圧を低下させて止血を図る。βブロッカーやARBも有効とされる。
破裂時にはバゾプレッシンとニトログリセリンの併用が行われる。
内視鏡的硬化療法(endoscopic injection sclerotherapy; EIS)
硬化薬（オレイン酸エタノールアミンなど）を血管内外に局注して止血を図る。90%以上の確率で止血可能。
内視鏡的静脈瘤結紮術(endoscopic variceal ligation; EVL)
内視鏡下でOリングで直接静脈瘤を結紮する。簡便に行えるというメリットがある。
経頚静脈的肝内門脈静脈短絡術(transjugular intrahepatic portasystemic shunt; TIPS)
肝内で門脈-静脈シャントを形成する。再閉塞の可能性がある。
手術療法
食道静脈瘤では食道離断術が多く行われる。中下部食道周囲の血管郭清、食道離断再縫合を行い、脾摘、腹部食道、胃噴門部血行遮断を行う。

## 予後
かつては初回出血で約40%が死亡していたが、現在では出血自体による死亡は激減し、むしろ肝予備能などの肝臓の状態に左右される。

## 診療科
- 消化器内科
- 消化器外科